# Dekanat Wschodni (diecezja Tombura-Yambio)
Dekanat Wschodni (ang. Corpus Christi Eastern Deanery) - jeden z sześciu dekanatów diecezji Tombura-Yambio w Sudanie Południowym z siedzibą w Maridi.

## Podział administracyjny
Dzieli się na cztery parafie i trzy quasi-parafie
| Parafie                                                                       |                |                    |
| nazwa                                                                         | rok założenia  | duchowny           |
| Our Lady of Fatima Catholic Parish Meridi                                     | 1953           | Fr. Migido Joseph  |
| St. Don Bosco Catholic Mission Manguo                                         | (24 VIII) 2010 | Fr. Peter          |
| St. Michael Bahr ‘Olo Catholic Mission: St. Lucy Catholic Mission Shambe      | 2019           | Fr. Venancio Zukpa |
| St. Michael Bahr ‘Olo Catholic Mission: Saint Monica Catholic Mission Ras’Olo | 2019           | Fr. Venancio Zukpa |

| Quasi-parafie |                                           |
| nazwa         | parafia-matka                             |
| Manikara      | St. Don Bosco Catholic Parish Manguo      |
| Mboroko       | Our Lady of Fatima Catholic Parish Meridi |
| Nabirindi     | Our Lady of Fatima Catholic Parish Meridi |